# 科斯塔斯·卡拉曼利斯
康斯坦丁诺斯·亚历山德鲁·卡拉曼利斯（希臘語：Κωνσταντίνος Αλεξάνδρου Καραμανλής；1956年9月14日—），通称科斯塔斯·卡拉曼利斯（希臘語：Κώστας Καραμανλής，發音：[ˈkostas karamanˈlis]），是已故希腊总理和总统康斯坦丁诺斯·卡拉曼利斯的侄子。毕业于雅典大学法律系，曾获美国波士顿塔夫茨大学政治经济学硕士和外交史博士学位。

## 生平
卡拉曼利斯自1989年起成为国会议员，1997年3月当选希腊新民主党主席，2004年3月当选总理。3月10日，卡拉曼利斯宣誓就职。他是希腊历史上最年轻的总理，也是第一位在第二次世界大战后出生的总理。

## 家庭
卡拉曼利斯已婚，有一子一女，他懂英语、德语和法语。
| 前任： 科斯塔斯·西米蒂斯     | 希腊总理 2004年-2009年     | 繼任： 乔治·帕潘德里欧     |
| 前任： 埃万盖洛斯·韦尼泽洛斯 | 希腊文化部长 2004年-2006年 | 繼任： 乔治斯·沃尔伽拉基斯 |